# アラピラカ
アラピラカ（ポルトガル語: Arapiraca）は、ブラジルのアラゴアス州中部に位置する都市。人口は23万3047人（2020年）で、アラゴアス州で2番目に大きな都市である。州都のマセイオから135km離れている。
アラピラカは1924年に設立された。州内陸部の拠点として急成長した。市は、タバコの生産で有名になっており、「ブラジルのタバコ首都」としても知られている。

## 近隣の自治体
北から時計回り:
- 北: イガシ
- 北北東: クライバス
- 北東: コイテ・ド・ノイア
- 東: リモエイロ・デ・アナジア
- 南東: ジュンケイロ
- 南南東: サン・セバスティアン
- 南: フェイラ・グランデ
- 南西: ラゴア・ダ・カノア

## スポーツ
ASAとして名高いアグレミアソン・スポルチーヴァ・アラピラケンセは、市のサッカークラブである。このクラブは、エスタジオ・ムニシパウ・コアラシ・ダ・マッタ・フォンセカをホームスタジアムとしてプレイしている。

## 出身者
- レイナルド・ゴンサルヴェス・フェリックス - サッカー選手